# Lupinus cuspidatus
Lupinus cuspidatus är en ärtväxtart som beskrevs av Henry Hurd Rusby. Lupinus cuspidatus ingår i släktet lupiner, och familjen ärtväxter. Inga underarter finns listade i Catalogue of Life.